# Detencja sądowa
Detencja sądowa (z łac. detentio 'trzymanie') – przymusowe umieszczenie osoby w szpitalu psychiatrycznym na mocy orzeczenia sądu wydanego w postępowaniu karnym lub karno-skarbowym. Detencję można stosować wobec osoby, która: 
- popełniła w stanie zniesionej poczytalności czyn zabroniony jako przestępstwo lub przestępstwo skarbowe,
- została skazana na karę pozbawienia wolności, karę 25 lat pozbawienia wolności lub karę dożywotniego pozbawienia wolności za przestępstwo popełnione w stanie znacznie ograniczonej poczytalności,
- została skazana na karę pozbawienia wolności bez warunkowego zawieszenia jej wykonania, karę 25 lat pozbawienia wolności lub karę dożywotniego pozbawienia wolności za zabójstwo, spowodowanie ciężkiego uszczerbku na zdrowiu, zgwałcenie, wykorzystanie seksualne bezradności lub niepoczytalności, seksualne nadużycie stosunku zależności na szkodę małoletniego lub obcowanie płciowe z małoletnim poniżej 15 lat, popełnione w związku z zaburzeniami preferencji seksualnych.

Detencja nie jest karą, lecz jednym ze środków zabezpieczających. Detencję stosuje się wobec osób, co do których istnieje znaczne prawdopodobieństwo, że z powodu choroby psychicznej lub upośledzenia umysłowego ponownie mogą popełnić czyn zabroniony o wysokiej społecznej szkodliwości, lub mogą ponownie popełnić przestępstwo przeciwko życiu, zdrowiu lub wolności seksualnej w związku z zaburzeniem preferencji seksualnych.
O zakończeniu detencji postanawia sąd na podstawie opinii lekarzy psychiatrów, o ile oceniają oni, że dalsze stosowanie detencji nie jest konieczne.
 Zapoznaj się z zastrzeżeniami dotyczącymi pojęć prawnych w Wikipedii.